# 1201 Third Avenue
El 1201 Third Avenue, antiguamente conocido como Washington Mutual Tower, es el segundo rascacielos más alto de Seattle, Estado de Washington. Tiene 235 metros de altura y 55 plantas.